# Déclaration annuelle obligatoire d'emploi des travailleurs handicapés, des mutilés de guerre et assimilés
En France, la Déclaration annuelle obligatoire d’emploi des travailleurs handicapés, des mutilés de guerre et assimilés (DOETH) est une déclaration faite par les entreprises concernées par la Loi Handicap et l'article L5212-1 et suivants du Code du Travail. Remplie très souvent par le chargé de Mission Handicap s'il existe dans l'entreprise ou un membre du service des ressources humaines, elle concerne les entreprises de 20 salariés et plus et les administrations soumises à cette obligation en application de la Loi Handicap.

## Qu'est-ce que la DOETH?
Il s'agit d'une déclaration qui est faite chaque année par les établissements privés et les établissements publics à caractère industriel et commercial de 20 salariés et plus. Elle permet aux établissements de remplir leur obligation d'emploi de travailleurs handicapés et de le déclarer à l'Association de gestion du fonds pour l'insertion professionnelle des personnes handicapées (AGEFIPH). Avant 2013, le destinataire était la DIRECCTE.
La DOETH a connu en 2013 plusieurs évolutions majeures : fin de l'envoi des justificatifs, nouvelles annexes récapitulatives des achats au secteur protégé (EA/ESAT) ou des dépenses déductibles.

## Cadre Juridique
La loi du 10 juillet 1987, oblige les établissements privés ou publics de 20 salariés ou plus d'employer l'équivalent de 6 % des personnes handicapées dans son effectif total. Dans le cas du non-respect de cette loi, l'établissement se voit dans l'obligation de verser une contribution pour discrimination envers les personnes handicapées. Cette contribution obligatoire est versée à l'AGEFIPH ou aux Fonds pour l'Insertion des Personnes Handicapées dans la Fonction, Publique FIPHFP et s'élève de 400 à 600 fois le SMIC horaire. La loi du 11 février 2005 renforce cette obligation en rajoutant la possibilité pour une entreprise de créer une Mission Handicap dont le but est de favoriser l'intégration des personnes handicapées au sein des entreprises.
L'article L5212-1 et suivants du Code du Travail stipulent que tout établissement dispose d'un délai de 3 ans (délai déterminé par décret) pour respecter cette obligation. Si au bout de 3 ans, il n'est pas conforme à la loi, il sera majoré à 1500 fois le SMIC horaire. 
- Code du Travail: L5212-1 et suivants.
- Loi Handicap

Des dispositions de la loi dite "loi Macron 1" apportent des nouveautés  :
- Valorisation de l'emploi des travailleurs indépendants en situation de handicap, au même titre que la sous-traitance aux Entreprises Adaptées et aux ESAT
- Valorisation des "stages d'observation" par des stagiaires en situation de handicap, y compris d'une durée inférieure à 40 heures, alors que seuls les stages d'une durée supérieure ou égale à 40 heures étaient jusqu'à présent considérés.

## Comment recevoir ou remplir sa DOETH
La Déclaration annuelle obligatoire d’emploi des travailleurs handicapés, des mutilés de guerre et assimilés (DOETH) est envoyé par le ministère de l'Emploi à la fin de chaque année civile.
Cependant, d'autres moyens existent pour établir la DOETH tels que : 
- le remplissage d'un formulaire réglementaire disponible sur le site du Ministère du Travail ou sur le site de l'AGEFIPH,
- le remplissage de la DOETH en ligne à partir d'un site sécurisé (la date limite peut alors être fixée à une autre date), elle doit généralement être envoyée avant le 1er mars[2] ;
- par télé-paiement à la fin de la télé-déclaration si celle-ci prévoit une contribution à l'AGEFIPH.

Afin de remplir la déclaration l'établissement doit justifier l'emploi de personnes handicapées.

## L'envoi de la DOETH
Chaque année, les établissements de 20 salariés ou plus doivent envoyer leur déclaration à l'AGEFIPH.
Un établissement qui entre dans le champ d'application de l'obligation de travailleurs handicapées a 3 ans pour être conforme à la loi. Cette dernière s'applique au moment de la création de l'établissement et au moment où il a employé 20 salariés ou plus. Pendant les 3 ans, il doit remplir dans sa déclaration son effectif d'assujettissement.
L'effectif d'assujettissement à l'obligation d'emploi du travailleur handicapé correspond à l'effectif de l'entreprise au 31 décembre précédent la déclaration : 
- les CDI présents au 31 décembre
- les CDD, intermittents et saisonniers au prorata de leur présence dans l'année
- les contrats d'intérim (sur motif d'accroissement temporaire d'activité uniquement) au prorata de leur présence dans l'année
- Les contrats jeunes en entreprise (CJE) au prorata du temps de présence sur l'année
- Les salariés mis à disposition par une entreprise extérieure s'ils sont présents au 31/12, depuis au moins un an (période continue ou non)[3]

En revanche, les contrats de professionnalisation et d'apprentissage ne sont pas pris en compte. On peut également déduire des effectifs le prorata non travaillé des effectifs à temps partiel (par exemple, une personne travaillant toute l'année à 80 %, comptera pour 0,8).
Les établissements ayant une autonomie de gestion par rapport à leur siège social doivent envoyer une déclaration séparée. Ils doivent juste envoyer la déclaration avec seulement leur effectif à l'AGEFIPH. Les établissements qui sont au contraire rattachés à leur siège social doivent intégrer leur effectif dans ceux de leur siège social.

## Comment l'employeur peut-il s'acquitter de son obligation d'emploi
L'employeur peut s'acquitter de son obligation d'emploi de travailleurs handicapées de trois manières :
- En embauchant des personnes handicapées à hauteur de 6 % de l'effectif total des salariés ;
- En versant une contribution financière à l'AGEFIPH ou en concluant un accord de branche, de groupe, d'entreprise ou d'établissement. Dans ce cas, l'employeur doit prévoir la mise en place d'un programme annuel ou pluriannuelle en faveur des travailleurs handicapés comportant obligatoirement un plan d'embauche ou l'une des actions suivantes :
  - Plan d'insertion ou de formation,
  - Plan d'adaptation aux mutations technologiques,
  - Plan de maintien dans l'entreprise en cas de licenciement ;
- En accueillant des personnes handicapées dans le cadre d'un stage ou en concluant des contrats de sous-traitance, de fournitures ou de prestations de services avec des entreprises adaptées (EA), des centres de distributions de travail à domicile ou des établissements ou services d'accompagnement par le travail (ESAT).

## Le versement d'une contribution à l'AGEFIPH
Employer des personnes handicapées à hauteur de 6 % de l'effectif total est obligatoire pour un employeur. En versant une contribution à l'AGEFIPH pour chacun des bénéficiaires qu'il aurait dû employer,un employeur peut s'acquitter de cette obligation.
La contribution de l'AGEFIPH se calcul selon plusieurs paramètres: 
Les bénéficiaires manquants : pour déterminer le montant de la contribution annuelle que l'employeur doit verser à l'AGEFIPH, il doit commencer par calculer précisément le nombre de bénéficiaires de l'obligation d'emploi manquants. Il est égal à la différence entre le nombre de bénéficiaires que l'employeur est théoriquement tenu d'employer et celui qu'il occupe en pratique.  Il faut ajouter au nombre de salariés effectivement employés l'équivalent en nombre d'embauches : 
- des contrats de sous-traitance ou de prestations de services passées avec des entreprises adaptées, des centres de distributions à domicile ou des ESAT,
- des personnes handicapées accueillies en qualité de stagiaires de la formation professionnelle (pris en compte dans la limite de 2 % au plus de l'effectif des salariés de l'entreprise).

Les emplois particuliers : il doit ensuite multiplier le nombre de bénéficiaires manquants par le coefficient de minoration correspondant à la proportion de salariés de l'entreprise ou de l'établissement qui occupe des emplois qui exigent des conditions d'aptitude particulières (ECAP). L'employeur doit ensuite appliquer le coefficient de minoration qui est égal à 1-(1,3 x pourcentage de l'effectif occupant des ECAP).
Le facteur effectif : enfin le tout doit être multiplié par le montant de base de la contribution applicable à l'entreprise compte tenu de son effectif soit : 
- 400 fois le SMIC horaire pour les entreprises comptant de 20 à 199 salariés
- 500 fois le SMIC horaire pour les entreprises comptant de 200 à 749 salariés
- 600 fois le SMIC horaire pour les entreprises de 750 salariés et plus

## Pénalités
L'établissement est pénalisé dans les cas suivants : 
- dans le cas où la Mission Handicap n'aurait réalisé aucun recrutement de personnel handicapés ni aucun effort en faveur du Handicap. Dans ce cas, il se voit dans l'obligation de payer sa contribution volontaire à l'AGEFIPH ou au FIPHFP soit : 6 % de son effectif total x le taux horaire du SMIC.
- s'il ne renvoie pas sa déclaration
- s'il ne respect pas son obligation d'emploi
- s'il ne répond pas aux demandes de pièces justificatives faites par l'autorité administrative

En cas de non-respect de l'obligation d'emploi les employeurs sont astreints à titre de pénalité au versement au Trésor public d'une somme dont le montant de la contribution due ou restant due, calculée en multipliant le nombre de bénéficiaire manquants le cas échéant pondéré par 1500 fois le SMIC horaire et ce quel que soit l'effectif total de salariés de l'entreprise, majorée de 25 %.

## Outils de calcul et de production de la DOETH
Le calcul et la gestion de l'effectif d'assujettissement de l'entreprise, des unités bénéficiaires est d'une grande complexité et un enjeu financier de taille pour les entreprises. 
Les Missions Handicaps des entreprises et administrations ont alors recours à des logiciels de SIRH spécialisés dans le suivi et la gestion de leur politique handicap et dans la production de la DOETH tels que POPEI Cockpit H, Opthimum, Ethik.